# Dave Bennett (Gitarrist)
Dave Bennett (* 1973 in Calgary, Alberta) ist ein kanadischer Jazz-Gitarrist (klassische und Jazzgitarre) und Performance-Künstler.

## Leben und Wirken
Bennett studierte an der McGill University klassische Gitarre und elektroakustische Komposition bei Alcides Lanza, Osvaldo Budon und Laurie Radford. Er nahm an internationalen Festivals in Kanada und den USA teil, tourte mit der Gruppe Jazz Pharmacy und beteiligte sich an Tanzprojekten. In Montreal hatte er eine wöchentliche Radiosendung. Als Stipendiat studierte er u. a. am Banff Arts Center, der Kunsthochschule für Medien Köln und der Akademie Schloss Solitude.
1998 übersiedelte er nach London, wo er mit dem Projekt Birmingham Electro Acoustic Sound Theatre (B.E.A.S.T.) arbeitete, mit dem er unter anderem auf Kampnagel auftrat. Im Folgejahr beteiligte er sich an einer Installation in einer Schiefermine im walisischen Nordwales. Seit 2003 lebt er in Berlin.
Bennett arbeitete u. a. mit Burghard Beins, Andrea Neumann, Jason Forrest, Ignaz Schick, Tony Buck, Alesandro Bussotti, Michael Thieke, Derek Shirley, Gerhard Uebele, Merle Bennett, Michael Griener, Jonty Harrison, Bruce Penneycook, Chris Dalgrain, Sabine Vogel, Hector Moro, Thomas Ankerschmidt, Robin Hayward und Kai Fagaschinski  zusammen. Neben anderen ist er Mitglied der Gruppen Hotelgäste, Eric & Me und Television Workshop.

## Diskographie
- Jazz Pharmacy: Amnesia, 2001
- Hotelgäste: Flowers you can eat, 2005
- Hector Moro Trio: Allee du Klang, 2005
- Eric & Me: Nur das Gras, 2006
- Girls United: Wunderbaustelle, 2007
- Television Workshop: Its in to die inside, 2007
- Eric & Me: Hundertsechzig Zeichen, 2008